# Manolo Gabbiadini
Manolo Gabbiadini (ur. 26 listopada 1991) – włoski piłkarz grający na pozycji napastnika. Obecnie jest zawodnikiem Al-Nasr ze Zjednoczonych Emiratów Arabskich. Gra także dla reprezentacji narodowej Włoch. Reprezentował także swoją reprezentację w kategoriach wiekowych U-20, oraz U-21.

## Kariera klubowa

### Wczesna kariera
Jest wychowankiem Atalanty BC. 14 marca 2010 roku zadebiutował w Serie A w barwach Atalanty w meczu z Parmą, gdy wszedł w 79 minucie za Simone Tiribocchiego.
9 lipca 2010 roku dołączył do drużyny z Serie B, AS Cittadella w ramach umowy współwłaścicielskiej. Trafił 5 goli w 27 spotkaniach Serie B.
W czerwcu 2011 roku powrócił do Atalanty. 25 marca 2012 trafił swojego pierwszego gola w Serie A, w wygranym 2-0 spotkaniu z Bologną.

### Juventus
24 sierpnia 2012 podpisał kontrakt z Juventusem. Został wypożyczony do Bologna FC.

### Sampdoria
9 lipca 2013 za kwotę 5,5 mln euro opuścił Juventus F.C. i dołączył do Sampdorii.

### SSC Napoli
5 stycznia 2015 roku za sumę 12,5 mln euro przeszedł do SSC Napoli. Zadebiutował 11 stycznia przeciwko byłej drużynie - Juventusowi, zmieniając Jose Callejona. Pierwszą bramkę zdobył w dniu 1 lutego przeciwko Chievo Verona. 19 marca 2016 roku strzelił dwa gole w spotkaniu z Bologną wygranym 6-0.

### Southampton
31 stycznia 2017 roku podpisał kontrakt z angielską drużyną Southampton. 4 lutego 2017 roku zdobył bramkę w swoim debiucie przeciwko West Ham United. 11 lutego dwukrotnie wpisał się na listę strzelców w wyjazdowym meczu Premier League z drużyną Sunderlandu. 26 lutego 2017 zagrał na Wembley w finale Pucharu Ligi Angielskiej przeciwko Manchesterowi United. Gabbiadni zdobył 2 bramki doprowadzając do remisu, jednak to Czerwone Diabły wygrały 3:2.
Jego dobre występy w lutym sprawiły, iż został wybrany najlepszym piłkarzem tego miesiąca według fanów, a także znalazł się wśród kandydatów nominowanych do tej nagrody przez komisję ligi angielskiej.

## Kariera reprezentacyjna
17 listopada 2010 roku zadebiutował w reprezentacji Włoch U-21 w meczu towarzyskim z Turcją. 29 marca 2011 trafił swojego pierwszego gola w drużynie U-21 przeciwko Niemcom. 6 października 2011 trafił hat-tricka w spotkaniu z Liechtensteinem.
15 sierpnia 2012 roku zadebiutował w barwach reprezentacji Włoch. Wszedł na boisko w drugiej połowie spotkania towarzyskiego z reprezentacją Anglii.
Swoją pierwszą bramkę dla Włoch zdobył 17 listopada 2015 roku w meczu przeciwko Rumunii.

## Życie prywatne
Ma starszą siostrę, która również gra w piłkę nożną i jest reprezentantką kraju - Melanię Gabbiadini.

## Statystyki kariery

### Klubowe
| Klub                      | Sezon              | Liga               | Liga  | Liga | Puchar Krajowe | Puchar Krajowe | Występy europejskie | Występy europejskie | Razem | Razem | Razem |
| Klub                      | Sezon              | Liga               | Mecze | Gole | Mecze          | Gole           | Mecze               | Gole                | Mecze | Gole  |       |
| ------------------------- | ------------------ | ------------------ | ----- | ---- | -------------- | -------------- | ------------------- | ------------------- | ----- | ----- | ----- |
| Atalanta BC               | 2009–10            | Serie A            | 2     | 0    | 0              | 0              | –                   | –                   | 2     | 0     |       |
| Atalanta BC               | 2011–12            | Serie A            | 23    | 1    | 1              | 1              | –                   | –                   | 24    | 2     |       |
| Atalanta BC               | Total              | Total              | 25    | 1    | 1              | 1              | –                   | –                   | 26    | 2     |       |
| Cittadella                | 2010–11            | Serie B            | 27    | 5    | 2              | 0              | –                   | –                   | 29    | 5     |       |
| Bologna FC (wypożyczenie) | 2012–13            | Serie A            | 30    | 6    | 1              | 1              | –                   | –                   | 31    | 7     |       |
| UC Sampdoria              | 2013–14            | Serie A            | 34    | 8    | 1              | 2              | –                   | –                   | 35    | 10    |       |
| UC Sampdoria              | 2014–15            | Serie A            | 13    | 7    | 2              | 2              | –                   | –                   | 15    | 9     |       |
| UC Sampdoria              | Razem              | Razem              | 47    | 15   | 3              | 4              | –                   | –                   | !50   | 19    |       |
| SSC Napoli                | 2014–15            | Serie A            | 20    | 8    | 4              | 1              | 6                   | 2                   | 30    | 11    |       |
| SSC Napoli                | 2015–16            | Serie A            | 23    | 5    | 1              | 0              | 6                   | 4                   | 30    | 9     |       |
| SSC Napoli                | 2016–17            | Serie A            | 13    | 3    | 1              | 1              | 5                   | 1                   | 19    | 5     |       |
| SSC Napoli                | Razem              | Razem              | 56    | 16   | 6              | 2              | 17                  | 7                   | 76    | 24    |       |
| Southampton               | 2016–17            | Premier League     | 11    | 4    | 1              | 0              | 0                   | 0                   | 12    | 4     |       |
| Southampton               | 2017–18            | Premier League     | 29    | 5    | 5              | 0              | 0                   | 0                   | 34    | 5     |       |
| Southampton               | 2018–19            | Premier League     | 12    | 1    | 2              | 0              | 0                   | 0                   | 14    | 1     |       |
| Southampton               | Razem              | Razem              | 52    | 10   | 8              | 0              | 0                   | 0                   | 61    | 10    |       |
| Łącznie w karierze        | Łącznie w karierze | Łącznie w karierze | 238   | 53   | 22             | 8              | 17                  | 7                   | 277   | 68    |       |

### Reprezentacyjne
| 2012    | 1  | 0 |
| 2013    | 0  | 0 |
| 2014    | 1  | 0 |
| 2015    | 4  | 1 |
| 2017    | 5  | 1 |
| Łącznie | 11 | 2 |